# Felipe de Nassarre
Felipe de Nassarre (Aragó, principis del segle xix - Madrid finals del segle xix) va ser un alt funcionari vinculat a la noblesa aragonesa.
Nomenat pel govern de Leopoldo O'Donnell alcalde-corregidor de Reus a inicis de 1857, va prendre possessió del càrrec el 25 de febrer d'aquell any. Tenia com a secretari Joan Baptista Madremany, que després també va ser alcalde de Reus. L'historiador Pere Anguera diu que amb ell van accedir al poder els neo-catòlics vinculats al convent de Sant Francesc, on els antics carlins i els integristes organitzaven actes religiosos, i amb oradors eloqüents s'excedien, fins al punt que el consistori els va haver de cridar a l'ordre i hi va enviar representants per a escoltar els sermons i judicar-ne la seva correcció. Es va prohibir l'entrada a Reus del pare Claret per a evitar problemes i enfrontaments. A finals de març, Nassarre es va veure obligat a publicar un escrit desmentint rumors i calumnies aixecades contra ell, on se l'acusava d'impedir les eleccions municipals. Pere Gras diu que Nassarre va ser un bon administrador. El primer d'octubre va publicar un estat de comptes on mostrava que havia posat al corrent els deutes municipals. Va impulsar diverses millores, i pel mes d'abril es va aprovar que tots els carrers nous tinguessin una amplada mínima de quaranta pams. Pel mes d'octubre, a iniciativa de Bernat Torroja, es van reunir a l'ajuntament totes les autoritats i els majors contribuents de Reus per tal de reclamar per a Reus la capitalitat de la província, reivindicant el crescut nombre d'habitants, la seva situació geogràfica, la importància del seu comerç i l'àrea d'influència al sud de Catalunya, a l'Aragó i al País Valencià. Aquesta petició va ser abonada per l'autoritat eclesiàstica, que afegia que Reus s'havia moralitzat i no era ja "liberal", i que això evitaria l'antiga baralla entre Reus i Tarragona. Es va nomenar una comissió per a tirar-ho endavant, però no va reeixir.
Nassarre va ser alcalde de Reus fins a l'agost de 1858, quan el govern va nomenar Basilio González, un altre funcionari. L'historiador reusenc Andreu de Bofarull diu que "el cambio de empleados mandados por el gobierno se sucedía sin interrupción. Reus en menos de dos años conoció tres alcaldes corregidores".
Més endavant, el 1868, Nassarre va ser governador civil de la província de Salamanca.